# Photedes lutea
Photedes lutea är en fjärilsart som beskrevs av Edward Alfred Cockayne 1951. Photedes lutea ingår i släktet Photedes och familjen nattflyn. Inga underarter finns listade i Catalogue of Life.